# San Francisco cortándole el cabello a Clara de Asís
San Francisco cortándole el cabello a Clara de Asís es una pintura al óleo sobre lienzo de Antonio Carnicero Mancio, pintada entre 1787 y 1789. La obra, propiedad del Museo del Prado, se encuentra en depósito en la basílica de San Francisco el Grande de Madrid.
La obra fue encargada en 1768 con motivo de las obras de la basílica. Se trataba de un encargo de varias pinturas sobre la vida y obras de San Francisco que servirían para decorar el claustro. Muestra la profesión de fe de Clara de Asís. En la escena, ambientada en una capilla, Francisco corta el cabello de Clara rodeado de varios hermanos franciscanos y otra mujer. Destaca la iluminación de la escena nocturna e interior, lograda con cirios que sujetan algunos frailes, que iluminan los rostros de los personajes.